# Pistana eurypharyngis
Pistana eurypharyngis – gatunek tasiemca, pasożytującego w przewodzie pokarmowym głębinowych ryb z rodzajów Eurypharynx i Saccopharynx.